# Вовк Богдан Ігорович
Богда́н І́горович Во́вк (9 липня 1969 — 18 лютого 2015) — старший сержант резерву Міністерства внутрішніх справ України.

## Життєвий шлях
Богдан Вовк народився 9 липня 1969 р. в м. Дрогобичі.
Навчався в середній школі № 5 міста Дрогобича, потім у Бориславському СПТУ № 7 (зараз — Бориславський професійний ліцей), де здобув спеціальність слюсаря монтажника контрольно-вимірювальних приладів та автоматики.
У 1987—1989 роках служив у війську (Західна група військ, у Німеччині — танкові війська). Під час строкової служби нагороджений нагрудним значком «Відмінник РА». Командування військової частини офіційним листом подякувало батькам за виховання сина.
Після демобілізації працював електромонтером вуличного освітлення підприємства «Дрогобичсвітло».
У липні 2014-го мобілізований до лав Національної гвардії України; технік роти оперативного призначення на бронеавтомобілях, Харківська окрема бригада оперативного призначення.
14 лютого 2015-го підрозділ направлений до Дебальцевого для виконання завдання з відбиття наступу терористів. Пізно увечері проти 18 лютого під час відведення сил з району Дебальцевого група потрапила в засідку та була обстріляна зі стрілецької зброї й великокаліберної артилерії. Богдан Вовк зазнав численних осколкових поранень, від яких помер. Вважався зниклим безвісти.
Упізнаний серед загиблих у харківському морзі. Похований 4 березня 2015-го в місті Дрогобич.
Без Богдана лишилися мама, сестра, дружина, син.

## Нагороди
За особисту мужність і героїзм, виявлені у захисті державного суверенітету та територіальної цілісності України, вірність військовій присязі під час російсько-української війни, відзначений — нагороджений
- орденом «За мужність» III ступеня (посмертно)